# Diadema (Brasile)
Diadema è un comune del Brasile nello Stato di San Paolo, parte della mesoregione Metropolitana de São Paulo e della microregione di San Paolo.